# Urera baccifera
Urera baccifera es una especie de planta con flores dioicas, perteneciente a la familia Urticaceae. Su distribución incluye las Antillas, Belice, Cuba, Puerto Rico, República Dominicana , Trinidad y Tobago, México, Costa Rica; El Salvador; Guatemala; Honduras; Nicaragua; Panamá, Paraguay,
Colombia, Venezuela, Brasil, Argentina, Bolivia y Perú.
Es un arbusto que crece en cinco años hasta 5 m, pero lo común es 1-2 dm de altura,  tallos con aguijones agudos de 2-7 mm; ramas rojizas, con pelos pungentes urticantes;  hojas aovadas redondeadas a aovadas oblongas, de 1-4 dm x 0,3-3 dm, agudas a acuminadas, redondeadas en la base, aserradas a sinuado-detadas, y pelos pungentes encorvados en el envés; pecíolos de 2-20 cm. Inflorescencias en cimas ramificadas, flores dioicas. Fruto blanquecino a rosado, de 3-5 mm. 
Los tallos se usaban por los aztecas y otomi, en México, para hacer papel. En Venezuela es llamada Pringamoza y su raíz, hervida con agua, es usada por los indígenas para la eliminación de cálculos renales.

## Ecología
Se ubica entre el nivel del mar y los 900 m s. n. m. Aunque en Colombia ha sido vista a 1700 m s. n. m. en el cañón del río Combeima en Tolima. Es considerada una maleza en plantaciones sombreadas de café y en otros cultivos.

## Nombres comunes
- Ortiga brava, pica-pica, chichicaste, purichi, pringamoza, pan caliente, mala mujer, nigua, guaritoto, ishanga, espanta diablo, pyno guasu.

## Uso en la medicina popular
Es antiinflamatorio, analgésico, diurético, rubefaciente, vejigatorio, y en casos de fiebre, blenorragia, malaria, artritis y reumatismo ; contra dolores reumáticos y una serie de males generalizados bajo el nombre de alergias.